# Лісові пожежі в Росії (2015)

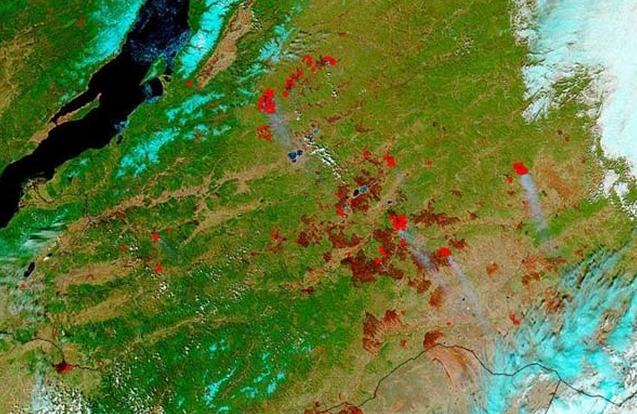
Світлина Центру космічних польотів НАСА імені Годдарда (Goddard Space Flight Center). Станом на 15 травня в Сибіру та Забайкаллі палало 103 лісові пожежі на площі 38 тисяч гектарів.

Лісові пожежі в Росії — у 2015 р. лісові пожежі охопили значну частину Сибіру. За даними Центру космічних польотів НАСА імені Годдарда (Goddard Space Flight Center) станом на 15 травня в Сибіру та Забайкаллі палало 103 лісові пожежі на площі 38 тисяч гектарів. Причому темп розповсюдження пожеж надзвичайно великий — це у півтора раза більше, ніж станом на 14 травня. Дим від більш ранніх березневих пожеж у Сибіру досяг західного узбережжя США.